# Beauty Marks
| 1  | I Love MyselfElectric Piano [Wurlitzer] – Kimberly PerryEngineer – Andy D. Park*, Benny Cassette, Tyler DoppsFeaturing – MacklemoreGuitar – Josh Lopez*Mastered By – Chris AthensMixed By – Jaycen JoshuaMixed By [Assisted] – Jacob Richards (2), Mike Seaberg, Rashawn McLeanProducer – Benny CassetteProducer [Vocals Produced By] – Benny Cassette, Ciara (2), Tyler DoppsProgrammed By, Synth – Benny CassetteWritten-By – Benny Cassette, Ciara (2), Clara Calaway, Kimberly Perry, Macklemore | 5:28 |
| 2  | Level UpEngineer – Samuel KalandjianKeyboards – J.R. Rotem*Mastered By – Chris AthensMixed By – Jaycen JoshuaMixed By [Assisted] – Jacob Richards (2), Mike Seaberg, Rashawn McLeanProducer – J.R. Rotem*Producer [Vocals Produced By] – Ciara (2), J.R. Rotem*Written-By – Ciara (2), JR Rotem*, Theron ThomasWritten-By [The Sampled Composition Written By] – Telly Brown Jr. | 3:24 |
| 3  | SetVoce de fundal – Theron ThomasEngineer – Andy D. Park*Mastered By – Chris AthensMixed By – Jaycen Joshua, Rodney JerkinsMixed By [Assisted] – Jacob Richards (2), Mike Seaberg, Rashawn McLeanProducer – Moonbeat (3)Producer [Vocals Produced By] – Andy D. Park*, Ciara (2)Written-By – Ciara (2), Dallas Caton, Theron Thomas | 2:56 |
| 4  | Thinkin Bout Youvoce de fundal – Ciara (2), Marc Sibley, Nathan CunninghamEngineer – Andy D. Park*, Space PrimatesInstruments, Programmed By – Space PrimatesMastered By – Chris AthensMixed By – Jaycen Joshua, Rodney JerkinsMixed By [Assisted] – Jacob Richards (2), Mike Seaberg, Rashawn McLeanProducer – Space PrimatesProducer [Vocals Produced By] – Andy D. Park*, Ciara (2)Written-By – Ciara (2), Ester Dean, Marc Sibley, Nathan Cunningham                                             | 3:48 |
| 5  | Trust MyselfEngineer – Chris SzczechMastered By – Chris AthensMixed By – Jaycen JoshuaMixed By [Assisted] – Jacob Richards (2), Mike Seaberg, Rashawn McLeanProducer – Brandon GreenProducer [Vocals Produced By] – Ciara (2), Colby GreenWritten-By – Brandon Green, Ciara (2), Colby Green | 3:38 |
| 6  | Girl GangEngineer – Andy D. Park*, Kyle ColemanFeaturing – Kelly RowlandMastered By – Chris AthensMixed By – Jaycen JoshuaMixed By [Assisted] – Jacob Richards (2), Mike Seaberg, Rashawn McLeanProducer – J. Pierre Medor*, C. "Tricky" Stewart*Producer [Vocals Produced By] – Andy D. Park*, Ciara (2), Kelly Rowland, Kyle ColemanWritten-By – C. "Tricky" Stewart*, Ciara (2), Colby Green, Pierre Medor                                                                                        | 3:19 |
| 7  | Dosevoce de fundal – Carmen Reece, Ciara (2)Engineer – Andy D. Park*, Derek Keota, Joseph HurtadoMastered By – Chris AthensMixed By – Jaycen JoshuaMixed By [Assisted] – Jacob Richards (2), Mike Seaberg, Rashawn McLeanProducer – Rodney "Darkchild" Jerkins*Producer [Vocals Produced By] – Andy D. Park*, Ciara (2)Written-By – Carmen Reece, Ciara (2), Rodney Jerkins, Sam Fischer (3) | 3:42 |
| 8  | Na NaEngineer – Chris SzczechMastered By – Chris AthensMixed By – Manny MarroquinProducer – Benny CassetteProducer [Vocals Produced By] – Benny Cassette, Ciara (2)Written-By – Benny Cassette, Brandon Coleman, Ciara (2), Josh Lopez*, Kaveh Rastegar, Rosina "Soaky" Siren* | 3:08 |
| 9  | Freak MeEngineer – Samuel KalandjianFeaturing – Tekno (5)Mastered By – Chris AthensMixed By – Jaycen Joshua, Rodney JerkinsMixed By [Assisted] – Jacob Richards (2), Mike Seaberg, Rashawn McLeanProducer – J.R. Rotem*Producer [Vocals Produced By] – Ciara (2), J.R. Rotem*Written-By – Ciara (2), JR Rotem*, Theron ThomasWritten-By [The Sampled Composition Written By] – Charles Enebeli, Michael Ajereh Collins*, Tiwatope Savage                                                             | 3:20 |
| 10 | Greatest LoveEngineer – Andy D. Park*Mastered By – Chris AthensMixed By – Jaycen JoshuaMixed By [Assisted] – Jacob Richards (2), Mike Seaberg, Rashawn McLeanProducer – Jasper Cameron, Rod Cameron (2)Producer [Vocals Produced By] – Andy D. Park*, Ciara (2)Written-By – Ciara (2), Jasper Cameron, Rod Cameron (2), Theron Thomas | 3:43 |
| 11 | Beauty MarksCello [Cellist] – Simone VitucciEngineer – Andy D. Park*, Chris SzczechMastered By – Chris AthensMixed By – Jaycen JoshuaMixed By [Assisted] – Jacob Richards (2), Mike Seaberg, Rashawn McLeanProducer – Skylar GreyProducer [Vocals Produced By] – Ciara (2), Eric Ross*, Skylar GreyWritten-By – Ciara (2), Skylar Grey |      |